# Os bru Stickeen
L'os bru Stickeen (Ursus arctos stikeenensis), també conegut com a os bru Stikine, és una subespècie d'os bru que es troba a la província canadenca de la Colúmbia Britància, a l'Amèrica del Nord. Sol tenir un color de pell marró fosc però que també pot anar des del ros al negre, amb una gepa distintiva.

## Descripció
Provist de llargues urpes davanteres, un mascle adult sol pesar entre 135 i 390 kg, i una femella adulta d'entre 95 i 205 kg. L'altura a la creu varia entre 90 i 110 cm. Tanmateix, la mida varia segons la quantitat d'aliments disponibles a l'entron.

## Habitat i distribució
L'àrea de distribució d'aquesta subespècie comprèn la zona interior de la Columbia Britànica, entre el riu Skeena, la capçalera del riu Finlay i la regió del llac Dease fins al territori del Yukon. El seu habitat es dona en boscos en regions muntanyoses remotes, valls fluvials i conques lacustres. En aquesta província canadenca habiten uns 15.000 ossos bruns, més de la meitat de la població del Canadà.

## Dieta
Són animals omnívors que mengen plantes, herbes, joncs, arrels, tubercles, llavors, baies, salmó, petits mamífers i carronya. També poden depredar ungulats com ants i caribús, especialment als animals acabats de néixer.

## Amenaces
Hi ha un cert risc de pèrdua i fragmentació de l'hàbitat, bé com dels conflictes subseqüents amb els humans, resultant en la mort o reubicació dels ossos. La caça furtiva, inclosa la utilització de parts del cos en medicina, sembla ser una amenaça creixent per a tots els ossos, tot i que l'aïllament relatiu d'aquests ossos els pot proporcionar una certa protecció. En un estudi recent que ha analitzat dades de seguiment de milers d'ossos bruns de la Colúmbia Britànica i Alberta (Canadà) durant quatre dècades, s'ha trobat que els ossos són cada cop més nocturns, de tal forma que poden tenir accés a aliments en ambients antròpics, disminuint el risc d'interaccions potencialment perilloses amb humans. El desembre de 2017, el govern de la Colúmbia Britànica va prohibir la caça d'ossos grizzly a la província. Sembla probable que aquests ossos es vegin afectats ben aviat pel canvi climàtic directament o indirectament a mesura que canvïin o desapareguin les fonts d'hàbitat i d'aliments, problemàtica especialment associada a la pesca del salmó